# 抗胸腺細胞グロブリン
抗胸腺細胞グロブリン（こうきょうせんさいぼうグロブリン、Anti-thymocyte globulin、略称: ATG）は、ヒト胸腺細胞に対するウマあるいはウサギ由来の抗体の点滴液である。臓器移植における急性拒絶の予防および治療と再生不良性貧血の治療のために使用される。

## 使用
アメリカ合衆国で臨床使用のために認可されているのは、サイモグロブリン（ウサギATG、rATG、サノフィ社）とATGAM（ウマATG、eATG、ファイザー社）の2種類のATG製剤である。日本では、2018年現在サイモグロブリンが使用可能である。ウマ由来のリンフォグロブリン（ジェンザイム社）は2008年に製造中止となった。日本では、サイモグロブリンが中等症以上の再生不良性貧血、造血幹細胞移植の前治療、造血幹細胞移植後の急性移植片対宿主病（GVHD）、腎移植、肝移植、心移植、肺移植、膵移植、小腸移植の急性拒絶反応の治療について適応となっている。欧州ではNeovii製薬によって製造されるrATG製剤がGrafalonの商品名で販売されている（注；Grafalonは後述のゼットブリンと同一製剤であるので、正しくはALGである）。
また、日本では、ウサギ由来抗ヒトTリンパ球グロブリン（ALG）であるゼットブリン（日本臓器製薬）が重症・中等症の再生不良性貧血について適応となっていたが、2016年9月に製造販売が中止された。その理由は、ゼットブリンの輸入元であった旧Fresenius社がゼットブリン製造部門（子会社）をNeovii社に売却した際、日本臓器製薬が輸入価格交渉を怠り（年一回の発注による製造・輸入であったため、国内在庫の使用期限が迫るまで新たな輸入元との交渉をしていなかった）、最終的に価格交渉が決裂し国内製剤が欠品となったためである。
ATG投与は正常な免疫系を持つ患者における免疫能力を、種々の作用（一部は明白であり、一部はより仮説的である）を通して大幅に低下させる。特にrATGは循環Tリンパ球の数を細胞溶解によって大きく減少させる効果があり、ゆえに移植臓器の細胞性拒絶を予防する（または少なくとも遅らせる）。しかしながら、この激しいT細胞減少の恩恵がそれに伴う感染および悪性度のリスクの上昇をいつ上回るかに関しての医学的所見が割れたままである。

## 作用機序
rATGは、T細胞表面抗原（CD2、CD3、CD4、CD5、CD7、CD8、CD25、TCRαβ）ならびに白血球表面抗原（CD11a）に対し親和性を示し、補体存在下でリンパ球を溶解させる。したがって、ATGはヒトT細胞表面抗原に結合し、補体依存性の細胞傷害を惹起させることにより、再生不良性貧血ならびにGVHDに関与しているT細胞を減少させ、これらの疾患に対して効果を示すと考えられている。
ATGはT細胞を抑制すると同時に、造血に関わる様々なサイトカインのT細胞からの分泌を促進する。ATGには、T細胞に対する抗体だけではなく、全ての血液細胞や腎臓、肝臓、乳腺、肺、小腸など様々な組織に対する抗体も含まれている。また、ATGは直接的に造血前駆細胞の増殖を促進する。したがって、ATGの再生不良性貧血に対する効果はこれらの複合的な作用によるものと考えられている。

## 合併症および代替手段
ATGの使用はサイトカイン放出症候群を引き起こすことがあり、移植後リンパ増殖性疾患（PTLD）のリスクを増大させると考えられてきた。しかしながら、この関連性はより低い用量のレジメン（投与計画）が用いられた時は当て嵌らない。あるエビデンスは、臓器移植時にrATGによって誘導される免疫抑制が免疫学的寛容の進展に好ましい患者の免疫系の状態を作り出すことを示唆しているが、こういった進展についての正確な理由はほとんど推測の域を出ていない。移植時のT細胞集団の一時的枯渇は遅発性の急性拒絶の危険もあり、この遅発性拒絶は見逃される可能性があり、移植片への深刻な損傷を引き起こし得る。
バシリキシマブやダクリズマブといった抗IL-2Rα受容体抗体はサイトカイン放出症候群を引き起こさず、（理論的には）免疫寛容の進展が改善されているため、誘導療法としてのATGの代わりに次第に使われるようになっている。
ATG投与と関連したサイトカイン放出症候群は（39 °Cを超える）発熱、悪寒、（場合により）投与時の体の硬直を頻繁に引き起こす。この理由のため、ステロイド（通常メチルプレドニゾロン）、ジフェンヒドラミン 25–50 mg、アセトアミノフェン 650 mgが大抵同時投与される。こういった副反応は注入速度を遅くすることによってしばしば制御できる。

## 歴史
ある動物種の免疫細胞（マウスのリンパ球）に対して他種の動物（ギニアピッグ）を免疫した初めての報告は1899年にメチニコフによってなされた。メチニコフはマウスのリンパ節から回収した細胞のギニアピッグへの注入とギニアピッグの血液中の抗マウス抗体の蓄積について報告した。メチニコフがその後にこれらのギニアピッグから血清を集め、正常マウスにそれを注入した時、循環リンパ球の数が著しく減少していることを見出した。